# Udinese Calcio 1996-1997
Questa voce raccoglie le informazioni riguardanti l'Udinese Calcio nelle competizioni ufficiali della stagione 1996-1997.

## Stagione
Nella stagione 1996-1997 l'Udinese è stata allenata dal riconfermato Alberto Zaccheroni, il tecnico romagnolo ha schierato la squadra bianconera con il suo ormai abituale 3-4-3, con un tridente formato da Oliver Bierhoff, Paolo Poggi e Marcio Amoroso, 39 reti in tre in stagione, un incubo per le difese avversarie, che hanno dato la spinta realizzativa ai friulani per ottenere un ottimo quinto posto finale con 54 punti. Un piazzamento di prestigio, che ha anche significato la prima qualificazione nella storia del club alla Coppa UEFA. In Coppa Italia l'Udinese entra in scena nel secondo turno, ma viene subito eliminato dalla Cremonese che si impone (2-1).

## Divise e sponsor

Alessandro Orlando con la divisa del centenario, indossata nella sfida dell'8 settembre 1996 al Friuli contro l'Inter.

Il fornitore ufficiale di materiale tecnico per la stagione 1996-1997 fu Hummel, mentre lo sponsor ufficiale fu Millionaire Market.
| Casa | Trasferta | Centenario |

## Organigramma societario
Area direttiva
- Amministratore unico: Giovanni Caratozzolo
- General Manager: Carlo Piazzolla
- Team manager: Franco Causio
- Segretario generale e addetto stampa: Sigfrido Marcatti

Area sanitaria
- Medico sociale: Aldo Passelli
- Massaggiatore: Alfredo Grandis

Area tecnica
- Allenatore: Alberto Zaccheroni
- Allenatore in 2ª: Stefano Agresti
- Preparatore dei portieri: Alessandro Zampa
- Allenatore Primavera: Attilio Tesser
- Preparatore atletico: Paolo Baffoni

## Rosa
| N. |                      | Ruolo | Calciatore           |
| -- | -------------------- | ----- | -------------------- |
| 1  | Italia (bandiera)    | P     | Graziano Battistini  |
| 2  | Danimarca (bandiera) | D     | Thomas Helveg        |
| 3  | Italia (bandiera)    | D     | Raffaele Sergio      |
| 4  | Italia (bandiera)    | C     | Fabio Rossitto       |
| 5  | Italia (bandiera)    | D     | Alessandro Calori    |
| 6  | Italia (bandiera)    | C     | David Stefani        |
| 7  | Brasile (bandiera)   | A     | Márcio Amoroso       |
| 8  | Ghana (bandiera)     | D     | Mohammed Gargo       |
| 9  | Italia (bandiera)    | A     | Claudio Clementi     |
| 10 | Italia (bandiera)    | C     | Giovanni Stroppa     |
| 11 | Italia (bandiera)    | A     | Paolo Poggi          |
| 12 | Italia (bandiera)    | P     | Massimiliano Caniato |
| 13 | Italia (bandiera)    | D     | Valerio Bertotto     |
| 14 | Italia (bandiera)    | C     | Stefano Desideri     |

| N. |                     | Ruolo | Calciatore               |
| -- | ------------------- | ----- | ------------------------ |
| 15 | Italia (bandiera)   | D     | Luca Compagnon           |
| 16 | Italia (bandiera)   | C     | Giuliano Giannichedda    |
| 17 | Italia (bandiera)   | D     | Stefano Pellegrini (III) |
| 19 | Egitto (bandiera)   | A     | Hazem Emam               |
| 20 | Germania (bandiera) | A     | Oliver Bierhoff          |
| 21 | Italia (bandiera)   | D     | Alessandro Orlando       |
| 22 | Italia (bandiera)   | P     | Luigi Turci              |
| 23 | Italia (bandiera)   | D     | Alessandro Pierini       |
| 24 | Italia (bandiera)   | D     | Giovanni Bia             |
| 25 | Polonia (bandiera)  | D     | Marek Koźmiński          |
| 26 | Italia (bandiera)   | D     | Pier Luigi Nicoli        |
| 27 | Italia (bandiera)   | C     | Massimiliano Cappioli    |
| 29 | Italia (bandiera)   | C     | Tomas Locatelli          |
| 30 | Belgio (bandiera)   | D     | Régis Genaux             |

## Risultati

### Serie A

#### Girone di andata
| Arbitro: | Ceccarini (Livorno) |

|  |           |            |
|  | Marcatori | 10’ Sforza |

| Arbitro: | Racalbuto (Gallarate) |

|  |           |                |
|  | Marcatori | 73’ (rig.) Bia |

| Arbitro: | Bazzoli (Merano) |

|                |           |                       |
| Bia 19’ (aut.) | Marcatori | 9’ Poggi 23’ Bierhoff |

| Arbitro: | Tombolini (Ancona) |

|                     |           |                        |
| Bia 5’ Bierhoff 16’ | Marcatori | 39’ Marocchi 86’ Nervo |

| Arbitro: | De Santis (Tivoli) |

|             |           |              |
| Pecchia 59’ | Marcatori | 76’ Bierhoff |

| Arbitro: | Collina (Viareggio) |

|           |           |           |
| Poggi 71’ | Marcatori | 89’ Maini |

| Arbitro: | Messina (Bergamo) |

|                       |           |          |
| Allegri 42’ Negri 70’ | Marcatori | 6’ Poggi |

| Arbitro: | Bolognino (Milano) |

|                        |           |              |
| Bierhoff 48’ Poggi 88’ | Marcatori | 64’ Valencia |

| Arbitro: | Rodomonti (Teramo) |

|                     |           |  |
| Bertotto 29’ (aut.) | Marcatori |  |

| Arbitro: | Racalbuto (Gallarate) |

|                                       |           |              |
| Apolloni 65’ (aut.) Bierhoff 81’, 90’ | Marcatori | 40’ Zé Maria |

| Arbitro: | Beschin (Legnago) |

|                          |           |             |
| Savićević 52’ Eranio 66’ | Marcatori | 56’ Stroppa |

| Arbitro: | Treossi (Forlì) |

|              |           |                                                    |
| Cappioli 54’ | Marcatori | 23’ Bokšić 39’, 44’ (rig.) Del Piero 70’ Deschamps |

| Arbitro: | Bettin (Padova) |

|                     |           |  |
| M. Amoroso 19’, 29’ | Marcatori |  |

| Arbitro: | Boggi (Salerno) |

|                                       |           |                       |
| Maniero 47’, 90’ Orlandini 62’ (rig.) | Marcatori | 19’ Poggi 54’ Stroppa |

| Arbitro: | Borriello (Mantova) |

|                                                 |           |                                           |
| M. Amoroso 23’, 62’ Cappioli 44’ Bia 90’ (rig.) | Marcatori | 5’, 19’, 33’ R. Mancini 11’, 74’ Montella |

| Piacenza 12 gennaio 1997 16ª giornata | Piacenza      | 0 – 0 | Udinese | Stadio Leonardo Garilli\| Arbitro: \| Lana (Torino) \| |
| Arbitro:                              | Lana (Torino) |       |         |                                                        |

| Arbitro: | Tombolini (Ancona) |

|           |           |  |
| Poggi 90’ | Marcatori |  |

#### Girone di ritorno
| Arbitro: | Rodomonti (Teramo) |

|                      |           |           |
| Djorkaeff 63’ (rig.) | Marcatori | 12’ Poggi |

| Arbitro: | Farina (Novi Ligure) |

|                            |           |                             |
| M. Amoroso 79’ (rig.), 90’ | Marcatori | 17’, 61’ Signori 88’ Nedvěd |

| Arbitro: | Pellegrino (Barcellona Pozzo di Gotto) |

|              |           |  |
| Bierhoff 76’ | Marcatori |  |

| Bologna 23 febbraio 1997 21ª giornata | Bologna         | 0 – 0 | Udinese | Stadio Renato Dall'Ara\| Arbitro: \| Cesari (Genova) \| |
| Arbitro:                              | Cesari (Genova) |       |         |                                                         |

| Arbitro: | Bolognino (Milano) |

|               |           |                               |
| Poggi 9’, 77’ | Marcatori | 26’ Pecchia 46’ (aut.) Helveg |

| Arbitro: | Ceccarini (Livorno) |

|                       |           |  |
| Maini 37’ Murgita 50’ | Marcatori |  |

| Arbitro: | Braschi (Prato) |

|                           |           |          |
| M. Amoroso 22’ Helveg 76’ | Marcatori | 3’ Negri |

| Reggio Emilia 23 marzo 1997 25ª giornata | Reggiana         | 0 – 0 | Udinese | Stadio Giglio\| Arbitro: \| Rossi (Ciampino) \| |
| Arbitro:                                 | Rossi (Ciampino) |       |         |                                                 |

| Arbitro: | Preschern (Mestre) |

|                             |           |  |
| Bierhoff 81’ M. Amoroso 84’ | Marcatori |  |

| Arbitro: | Bettin (Padova) |

|  |           |                                         |
|  | Marcatori | 42’ (rig.), 49’ M. Amoroso 47’ Bierhoff |

| Arbitro: | Bolognino (Milano) |

|  |           |                                 |
|  | Marcatori | 67’ Pierini 87’ (rig.) Bierhoff |

| Arbitro: | Collina (Viareggio) |

|              |           |             |
| Bierhoff 16’ | Marcatori | 72’ Maldini |

| Arbitro: | Borriello (Mantova) |

|                        |           |                                       |
| Padalino 5’ Baiano 21’ | Marcatori | 2’, 60’ (rig.) M. Amoroso 82’ Pierini |

| Arbitro: | Trentalange (Torino) |

|                                    |           |  |
| Poggi 33’ (rig.), 50’ Bierhoff 84’ | Marcatori |  |

| Arbitro: | Braschi (Prato) |

|                                               |           |  |
| Verón 40’ Laigle 63’ Montella 65’, 90’ (rig.) | Marcatori |  |

| Arbitro: | Boggi (Salerno) |

|                                                      |           |  |
| Sergio 13’ Scienza 18’ (aut.) Poggi 45’ Cappioli 85’ | Marcatori |  |

| Arbitro: | Pairetto (Nichelino) |

|  |           |                                |
|  | Marcatori | 42’ Poggi 45’ Bierhoff 87’ Bia |

### Coppa Italia

#### Secondo turno
| Arbitro: | Pairetto (Nichelino) |

|                               |           |          |
| Aloisi 35’ Maspero 49’ (rig.) | Marcatori | 3’ Poggi |

## Statistiche

### Statistiche di squadra
| Competizione | Punti | In casa | In casa | In casa | In casa | In casa | In casa | In trasferta | In trasferta | In trasferta | In trasferta | In trasferta | In trasferta | Totale | Totale | Totale | Totale | Totale | Totale | DR  |
| Competizione | Punti | G       | V       | N       | P       | Gf      | Gs      | G            | V            | N            | P            | Gf           | Gs           | G      | V      | N      | P      | Gf     | Gs     | DR  |
| ------------ | ----- | ------- | ------- | ------- | ------- | ------- | ------- | ------------ | ------------ | ------------ | ------------ | ------------ | ------------ | ------ | ------ | ------ | ------ | ------ | ------ | --- |
| Serie A      | 54    | 17      | 9       | 4       | 4       | 33      | 22      | 17           | 6            | 5            | 6            | 20           | 19           | 34     | 15     | 9      | 10     | 53     | 41     | +12 |
| Coppa Italia |       | -       | -       | -       | -       | -       | -       | 1            | 0            | 0            | 1            | 1            | 2            | 1      | 0      | 0      | 1      | 1      | 2      | -1  |
| Totale       |       | 17      | 9       | 4       | 4       | 33      | 22      | 18           | 6            | 5            | 7            | 21           | 21           | 35     | 15     | 9      | 11     | 54     | 43     | +11 |

### Statistiche dei giocatori[4]
| Giocatore           | Serie A  | Serie A | Serie A     | Serie A    | Coppa Italia | Coppa Italia | Coppa Italia | Coppa Italia | Totale   | Totale | Totale      | Totale     |
| Giocatore           | Presenze | Reti    | Ammonizioni | Espulsioni | Presenze     | Reti         | Ammonizioni  | Espulsioni   | Presenze | Reti   | Ammonizioni | Espulsioni |
| ------------------- | -------- | ------- | ----------- | ---------- | ------------ | ------------ | ------------ | ------------ | -------- | ------ | ----------- | ---------- |
| M. Amoroso          | 28       | 12      | ?           | ?          | 1            | 0            | ?            | ?            | 29       | 12     | ?           | ?          |
| G. Battistini       | 10       | -11     | ?           | ?          | 1            | -2           | ?            | ?            | 11       | -13    | ?           | ?          |
| V. Bertotto         | 24       | 0       | ?           | ?          | 1            | 0            | ?            | ?            | 25       | 0      | ?           | ?          |
| G. Bia              | 23       | 4       | ?           | ?          | -            | -            | -            | -            | 23       | 4      | 0+          | 0+         |
| O. Bierhoff         | 23       | 13      | ?           | ?          | 1            | 0            | ?            | ?            | 24       | 13     | ?           | ?          |
| A. Calori           | 31       | 0       | ?           | ?          | 1            | 0            | ?            | ?            | 32       | 0      | ?           | ?          |
| M. Caniato          | 5        | -1      | ?           | ?          | 1            | 0            | ?            | ?            | 6        | -1     | ?           | ?          |
| M. Cappioli         | 21       | 3       | ?           | ?          | -            | -            | -            | -            | 21       | 3      | 0+          | 0+         |
| C. Clementi         | 7        | 0       | ?           | ?          | -            | -            | -            | -            | 7        | 0      | 0+          | 0+         |
| L. Compagnon        | 1        | 0       | ?           | ?          | -            | -            | -            | -            | 1        | 0      | 0+          | 0+         |
| S. Desideri         | 19       | 0       | ?           | ?          | 1            | 0            | ?            | ?            | 20       | 0      | ?           | ?          |
| H. Emam             | 4        | 0       | ?           | ?          | -            | -            | -            | -            | 4        | 0      | 0+          | 0+         |
| M. Gargo            | 18       | 0       | ?           | ?          | 1            | 0            | ?            | ?            | 19       | 0      | ?           | ?          |
| R. Genaux           | 8        | 0       | ?           | ?          | -            | -            | -            | -            | 8        | 0      | 0+          | 0+         |
| G. Giannichedda     | 23       | 0       | ?           | ?          | 1            | 0            | ?            | ?            | 24       | 0      | ?           | ?          |
| T. Helveg           | 31       | 1       | ?           | ?          | -            | -            | -            | -            | 31       | 1      | 0+          | 0+         |
| M. Koźmiński        | 1        | 0       | ?           | ?          | -            | -            | -            | -            | 1        | 0      | 0+          | 0+         |
| T. Locatelli        | 12       | 0       | ?           | ?          | -            | -            | -            | -            | 12       | 0      | 0+          | 0+         |
| L. Nicoli           | 10       | 0       | ?           | ?          | -            | -            | -            | -            | 10       | 0      | 0+          | 0+         |
| A. Orlando          | 22       | 0       | ?           | ?          | -            | -            | -            | -            | 22       | 0      | 0+          | 0+         |
| S. Pellegrini (III) | 2        | 0       | ?           | ?          | -            | -            | -            | -            | 2        | 0      | 0+          | 0+         |
| A. Pierini          | 23       | 2       | ?           | ?          | 1            | 0            | ?            | ?            | 24       | 2      | ?           | ?          |
| P. Poggi            | 32       | 13      | ?           | ?          | 1            | 1            | ?            | ?            | 33       | 14     | ?           | ?          |
| F. Rossitto         | 31       | 0       | ?           | ?          | 1            | 0            | ?            | ?            | 32       | 0      | ?           | ?          |
| R. Sergio           | 28       | 1       | ?           | ?          | 1            | 0            | ?            | ?            | 29       | 1      | ?           | ?          |
| D. Stefani          | 1        | 0       | ?           | ?          | -            | -            | -            | -            | 1        | 0      | 0+          | 0+         |
| G. Stroppa          | 14       | 2       | ?           | ?          | 1            | 0            | ?            | ?            | 15       | 2      | ?           | ?          |
| L. Turci            | 20       | -29     | ?           | ?          | -            | -            | -            | -            | 20       | -29    | 0+          | 0+         |